# Polinomska lemniskata
Polinómska lemniskáta je ravninska algebrska krivulja s stopnjo {\displaystyle 2n\,}, ki jo dobimo s pomočjo polinoma s kompleksnimi koeficienti stopnje {\displaystyle n\,}.
Za poljubni polinom {\displaystyle p\,} in za pozitivno realno število {\displaystyle c\,} lahko definiramo množico kompleksnih števil {\displaystyle |p(z)|=c}. To množico števil lahko enačimo s točkami v kartezični ravnini. To pa vodi do algebrske krivulje {\displaystyle f(x,y)=c^{2}\,}, ki ima stopnjo {\displaystyle 2n\,}, kar dobimo z razširitvijo izraza {\displaystyle p(z){\bar {p}}({\bar {z}})}, kjer je {\displaystyle z=x+iy}.
Kadar ima polinom {\displaystyle p\,} stopnjo 1, je krivulja krožnica s središčem v ničli polinoma {\displaystyle p\,}.
Kadar pa je {\displaystyle p\,} polinom stopnje 2, dobimo Cassinijevo jajčnico.   

## Erdőseva lemniskata
Paul Erdős (1912 – 1996) se je največ ukvarjal z največjo dolžino polinomske lemniskate {\displaystyle f(x,{\text{ }}y)=1\,} s stopnjo {\displaystyle 2n\,}, ko je {\displaystyle p\,} monični polinom. Ko je {\displaystyle n=2\,}, Erdőseva lemniskata postane Bernoullijeva lemniskata.
Erdőseva lemniskata ima tri n-kratne točke. Rod Erdőseve lemniskate je enak {\displaystyle (n-1)(n-2)/2\,}. 

## Posplošitev polinomske lemniskate
V splošnem se polinomska lemniskata sama sebe ne seka v izhodišču. Ima samo dve n-kratni singularnosti, ter rod enak {\displaystyle (n-1)^{2}\,}. Kot realna krivulja lahko ima večje število nepovezanih delov. Krivulja sploh ne izgleda kot običajna lemniskata, zaradi tega izgleda njeno ime napačno.  
Zanimiv primer polinomskih lemniskat so Mandelbrotove krivulje. Če postavimo {\displaystyle p_{0}=z} in {\displaystyle p_{n-1}^{2}+z}, potem je pripadajoča polinomska lemniskata definirana z {\displaystyle |p_{n}(z)|=ER} konvergira k meji Mandelbrotove množice. Kadar je ER < 2  so znotraj, če pa je ER ≥ 2 so zunaj Mandelbrotove množice. Mandelbrotove krivulje imajo stopnjo {\displaystyle 2^{n+1}} z dvema {\displaystyle 2^{n}}-kratnima običajnima večkratnima točkama. Mandelbrotove  krivulje imajo rod enak {\displaystyle (2^{n}-1)^{2}}.  